# Hoppes Frauenmantel
Hoppes Frauenmantel (Alchemilla hoppeana) ist eine Art aus der Gattung der Frauenmantel (Alchemilla).

## Merkmale
Hoppes Frauenmantel ist eine in allen Teilen dünne und zierliche, meiste mittelgroße Pflanze. Die Blattspreiten der Grundblätter haben eine Breite von 2,5 bis 8 Zentimeter und sind nieren- bis kreisförmig, 235° bis 300° umfassend, flach und nicht faltig. Sie sind auf 72 bis 95 Prozent des Radius sieben- bis neunteilig. Diese Abschnitte sind linealisch-keilig bis länglich-verkehrteiförmig und meist an der Spitze am breitesten, seltener in der Mitte. Sie sind 2 bis 8, selten bis 11 Millimeter breit, 1,6- bis 5-mal so lang wie breit, abgerundet bis gestutzt mit meist drei von den Nachbarn überragten Endzähnen und fünf- bis neun-, selten bis zwanzigzählig. Die Länge der Zähne beträgt 0,3 bis 1,6 Millimeter, was 2,5 bis 7 %, selten bis 10 % des Spreitenradius entspricht, 0,7 bis 3 Millimeter breit und 0,4- bis 2-mal so lang wie breit, ausgenommen der Endzahn der 1,2- bis 3,5-mal so lang wie breit ist, und sehr spitz. Die unteren Zähne sind gerade, die Endzähne dagegen in der Regel stark zusammengeneigt und krumm. Der Stängel ist 6 bis 30 Zentimeter lang, aufrecht und 1- bis 2-mal so lang wie die Blattstiele. Die Breite des größten Stängelblattes erreicht bis 15 % der Stängellänge. Die Nebenblätter des obersten Stängelblattes sind zwei- bis sechszipflig. Die Teilblütenstände sind auf einen großen Bereich des Stängels verteilt. Bei großen Pflanzen sind sie zwischen den Ästen scheinährig angeordnet. Die Blütenstiele sind 1 bis 3, selten bis 5 Millimeter lang. Die Blüten sind grün bis gelbgrün, 2 bis 4 Millimeter lang und 3 bis 4 Millimeter breit. Die Kelchblätter sind 1- bis 1,8-mal so lang wie breit sowie 0,67- bis 1-mal so lang wie der Kelchbecher. Zuletzt sind sie waagerecht ausgebreitet bis zurückgebogen. Die Früchte sind Nüsschen, die auf 40 % ihrer Länge herausragen.
Die Chromosomenzahl beträgt 2n = 120-128.

## Verbreitung
Hoppes Frauenmantel kommt in den Nördlichen Kalkalpen am Ost- und Westrand der Alpen vor. Selten ist die Art auch im Savoyen, Jura, Schwarzwald und Vogesen zu finden.
In den Ostalpen ist sie im Toten Gebirge, Dachsteinmassiv, Karwendel und den Berchtesgadener Alpen anzutreffen, in den Voralpen an der Benediktenwand, in den Schweizer Alpen in den Kantonen Freiburg und Waadt, im Jura in den Kantonen Waadt, Solothurn, Bern und Jura sowie bei Genf.
Die Vertikalverbreitung reicht von der hochmontanen bis in die subalpine Stufe in Höhenlagen zwischen 1000 und 1600 Metern. Die Funde aus dem Schwarzwald stammen aus Höhenlagen zwischen 1160 und 1400 Metern.

## Lebensraum
Die Art wächst in Felsspalten, auf steinigen Matten und zwischen Blöcken und Hochstauden. Meist besteht der Untergrund aus Kalk, Porphyr und anderen Silikatgesteinen. Der Standort ist meist absonnig, feucht und geschützt, die Böden sind frische bis feuchte, selten rieselnasse, steinige, kalk- oder basenreiche und (mäßig) nährstoffreiche, humose Lehmböden. Hoppes Frauenmantel ist in den pflanzensoziologischen Verbänden Seslerion variae, Erico-Pinion (z. B. im Karwendelgebirge zusammen mit Pinus mugo (Bergkiefer), Salix glabra (Kahle Weide) und Dactylorhiza maculata (Geflecktes Knabenkraut)) sowie im Adenostylion alliariae anzutreffen. In den Vogesen wächst sie in Buchenwäldern auf Porphyr zwischen Felsblöcken im Potentillion caulescentis zusammen mit Saxifraga paniculata (Rispen-Steinbrech), Hieracium humile (Niedriges Habichtskraut) und Amphidium mougeotii (Großes Bandmoos), im Schwarzwald im Caricetum frigidae.

## Systematik
Alchemilla hoppeana wurde 1832 von Ludwig Reichenbach als Alchemilla alpina var. hoppeana erstbeschrieben. Karl Wilhelm von Dalla Torre stufte sie 1882 als eigene Art ein. Benannt ist Alchemilla hoppeana nach dem deutschen Botaniker David Heinrich Hoppe.